# 10554 Вестергейде
10554 Вестергейде (10554 Västerhejde) — астероїд головного поясу, відкритий 19 березня 1993 року.
Тіссеранів параметр щодо Юпітера — 3,163.